# La Tauromaquia (Picasso)
La Tauromaquia von Pablo Picasso ist eine Bilderserie zum Thema Stierkampf in 26 Aquatinten.

## Geschichte
Der spanische Verleger Gustavo Gili wollte im Jahr 1927 die Tauromaquia von José Delgado y Galvez alias Pepe Illo neu herausgeben. Das Buch sollte von Picasso illustriert werden. Das Vorhaben kam damals nicht zustande, doch kam Gilis Sohn im Jahr 1956 auf das Projekt zurück und sprach Picasso darauf an. Dieser war begeistert und schuf nach der Ostercorrida angeblich innerhalb von drei Stunden 28 Aquatintaplatten, von denen anschließend nur zwei verworfen wurden. Die Bilder sind 20 cm hoch und 30 cm breit. 
Ähnlich wie Goya, der bereits in den Jahren 1814 bis 1816 eine Tauromaquia-Bilderserie geschaffen hatte, hielt sich Picasso nicht eng an Pepe Illos Text, sondern ließ die einzelnen Stadien eines Stierkampfes von Anbeginn an, d. h. vom Leben der Stiere auf der Weide, an sich vorüberziehen. Er stellte den Einzug der Schaulustigen in die Arena dar, danach den Einzug der Toreros und die zahlreichen Figuren und Manöver des Stierkampfes bis hin zur Tötung des Tieres. Picasso hatte sich schon jahrelang zuvor mit dem Thema Stierkampf auseinandergesetzt; La Tauromaquia stellt einen Höhepunkt seiner Arbeiten zu diesem Thema dar.
Picasso nutzte eine Technik, die es ihm erlaubt, mit dem Pinsel unmittelbar auf den Kupferplatten zu malen. Seine Arbeit wurde von dem amerikanischen Fotografen David Douglas Duncan, der als Gast Picassos in seiner Villa „La Californie“ lebte, verfolgt. Douglas verglich Picassos Arbeit an den Platten mit der Arbeit eines Schreibers des Mittelalters, der eine romantische Erzählung über den Stierkampf niederschreibt. Picasso habe für die meisten Figuren auf den Platten nur jeweils einen Pinselstrich gebraucht, die einzelnen Platten seien nach wenigen Minuten vollendet gewesen und die Malerei darauf sei, wenn er einmal den Pinsel vom Kupfer genommen habe, „fertig, endgültig, für immer“ gewesen.
Für die Buchausgabe wurde Spezialpapier von Guarro geschöpft, das mit einem Stierkopf-Wasserzeichen nach Picassos Design versehen war. Es wurde in Barcelona hergestellt und in Paris bei Lacourière bedruckt, wobei Picasso die Aufsicht führte. La Tauromaquia wurde am 25. Oktober 1959 in Barcelona bei der Sociedad Alianza de Artes Gráficas (SADAG) publiziert.
Picassos Tauromaquia war vom 10. Juli bis zum 30. Oktober 2005 im Hegewisch-Kabinett der Hamburger Kunsthalle zu sehen, nachdem bereits im Sommer 2003 der Tauromaquia-Zyklus von Goya dort gezeigt worden war. 2007 waren sowohl Picassos als auch Goyas Stierkampfszenen in Köln zu sehen 2014 waren die 26 Bilder Picassos erneut in einer Ausstellung zu sehen.